# 月湖街道 (长沙市)
月湖街道是中华人民共和国湖南省长沙市开福区下辖的一个街道。

## 行政区划
月湖街道下辖以下村级行政区划单位：
月湖社区、朝阳社区、鸭子铺社区和马栏山社区。